# Chantier-nature
Un « chantier nature » est un chantier de renaturation (restauration de milieux naturels) fait par des bénévoles et/ou volontaires.
Il s'agit généralement d'un travail conduit en équipe, préparé avec le gestionnaire du milieu, planifié et effectué en une ou plusieurs phases (les week-ends ou durant les vacances par des équipes de jeunes ou en semaine par des retraités ou des salariés ayant pris des congés). Ces chantiers concernent le plus souvent des réserves naturelles ou milieux jugés patrimoniaux (parcs nationaux, parcs naturels, sites classés pour le paysage, etc.), pour en appliquer le plan de gestion quand il nécessite des travaux de type curage, défrichement, plantations, pose de clôture, création de chemins ou structures d'accueil pédagogique insérés dans l'environnement, etc.

## Encadrement
Ces chantiers sont souvent encadrés par une institution responsable de la protection de l'environnement et/ou par une association spécialisée, ou ponctuellement par une association généraliste de protection de la nature, via des animateurs spécialisés. 

## Objectif
Il est généralement double :
1. organiser et réaliser en toute saison des chantiers de restauration et de préservation de milieux naturels protégés ou patrimoniaux, mais aussi parfois de la « nature banale »[1]
2. sensibiliser et former les participants à la gestion douce et restauratoire, et la découverte des espèces et des milieux naturels.

## Rôle de l'association encadrante
L'association ; 
- assure la formation interne et la transmission des savoirs et savoir-faire au fur et à mesure des chantiers. Des échanges entre pays et associations et avec des professionnels du génie écologique et de la gestion différentiée permettent le partage technique et la diffusion de solutions innovantes.
- dispose d'un matériel et d'outils adaptés[2]
- veille à l'intendance, la sécurité[3], à ce qu'une assurance couvre le chantier, etc.

La collectivité locale qui accueille le chantier peut apporter une aide (engins, personnel, exportation de déchets, etc).

## Précautions
Dans certains lieux et pays, ou pour certains chantiers des vaccins sont recommandés ou obligatoires (ex : vaccin contre la rage pour la réalisation d'aménagements pour les chauves souris). Des autorisations spéciales (ministérielles, de collectivités locales) peuvent être nécessaires pour certaines actions.